# Château de Charleville-sous-Bois
Le château de Charleville-sous-Bois est un château français du département de la Moselle, situé dans la commune de Charleville-sous-Bois. Il est inscrit au titre des monuments historiques depuis 1993.
Le château intégrant une maison-franche des années 1620 fut construit par le maître d’œuvre Dom Sebastien Chais en 1775.